# Nellie Vladimirovna Kim
Nellie Vladimirovna Kim (rusko Нелли Владимировна Ким), ruska gimnastičarka, trenerka in sodnica, * 29. julij 1957.
Kot prva ženska na olimpijskih igrah je dosegla popolno oceno (10) na preskoku in v parterju.